# اکوزگنبدی
اکوزگنبدی (اکیز گنبدی) به محلی (اکوز گونبزی):یکی از روستاهای استان آذربایجان شرقی است که در دهستان کوهسار بخش مرکزی شهرستان هشترودسراسکند) واقع شده‌است.